# デイビッド・グレッグ
デイビッド・マクマートリー・グレッグ（David McMurtrie Gregg、1833年4月10日-1916年8月7日）は、アメリカ合衆国の農園主、外交官であり、南北戦争のときは北軍騎兵隊の将軍であった。

## 初期の経歴
グレッグはペンシルベニア州ハンティンドンで生まれた。後のペンシルベニア州知事アンドリュー・カーティンの従兄弟であり、ペンシルベニア州選出アメリカ合衆国議会議員アンドリュー・グレッグの孫だった。1855年にウェストポイントの陸軍士官学校を卒業し、第2アメリカ竜騎兵隊（重騎兵）の名誉少尉に任官された。ウェストポイント時代に、後に偉大な騎兵隊将軍となる2人との交友があった。1人は南軍に入った1854年卒業のJ・E・B・スチュアート、もう1人は北軍で1853年卒業のフィリップ・シェリダンだった。
グレッグの最初の真の任務はニューメキシコ準州であり、第1アメリカ竜騎兵隊の中隊長としてだった。その中隊はカリフォルニア州に向かうことを命ぜられ、友人のドーシー・ペンダーと共に移動し、2人は後に競走馬を買った。続いてワシントン準州のバンクーバー砦に移動した。160名の部隊で移動中に部隊を取り囲んだ1,000名のインディアン戦士と戦うという初めての戦闘体験をした。この戦闘は3日間続いたが、損害は少なく、グレッグはなんとか戦いながら退却できた。

## 南北戦争
南北戦争が始まると、グレッグはワシントンD.C.に戻り、第3アメリカ騎兵隊の大尉に昇進して、間もなく第6アメリカ騎兵隊に転属となった。グレッグは腸チフスに罹り、ワシントンの病院に入っているときに、そこが火事になりかろうじて死を免れた。1862年1月、第8ペンシルベニア騎兵隊の大佐となった。
グレッグと第8ペンシルベニア騎兵隊は半島方面作戦に参戦し、七日間の戦いで退却する北軍歩兵隊をうまく遮蔽して傑出した働きをした。次にアンティータムの戦いに参戦したが、騎兵隊はほとんど役割が無かった。グレグは賜暇を受けて、1862年10月6日にペンシルベニア州モンゴメリー郡でエレン・F・シェフと結婚した。2人はニューヨーク市に新婚旅行に行った。
グレッグはフレデリックスバーグの戦い直前に准将に昇進した。アンティータムの時と同様、この戦いでもあまり出番が無く予備隊に残された。グレッグはアルフレッド・プレソントン准将の師団で1個旅団を指揮した。その後、別の騎兵旅団長ジョージ・ダシール・ベイアードが歩兵隊前線背後に届いた砲弾で戦死したときに、その旅団長になった。ジョセフ・フッカー少将が士気の落ちたポトマック軍の指揮官になった後、フッカーは騎兵が有効に使われていなかったので、騎兵隊の組織を大きく変えた。それまで軍団や師団に付属していた騎兵隊を分離し、ジョージ・ストーンマン少将の下に新たに騎兵軍団を合併独立させた。グレッグは1863年2月に第3師団長となった（歩兵の師団は通常少将が指揮するが、北軍の騎兵師団長は准将以上であり、グレッグは例外ではなかった）。
チャンセラーズヴィルの戦いでは、グレッグ師団を含むストーンマン軍団がリー軍の左側面に回りこみ後方の設備を破壊するために派遣された。この襲撃は9日間続き北バージニア軍の後方で多くの破壊活動を行ったが、戦略的にはあまり功績がなく、ストーンマンは攻撃性の欠如と南軍を主戦闘から引き付けられなかったことで大いに批判された。アルフレッド・プレソントン少将がストーンマンに代わって騎兵軍団の指揮に就いた。
ゲティスバーグ方面作戦の開始時期、フレデリックスバーグ地域からリー軍が密かに動き出したことで北軍に狼狽を生み、プレソントンはリー軍が何処におり、何処に行こうとしているかを見つけ出すよう命じられた。その課程で起こったブランディ・ステーションの戦いでJ・E・B・スチュアートの騎兵隊を急襲し、南北戦争でも最大の騎兵同士の戦いとなった。最初の攻撃はジョン・ビュフォード准将の指揮でビバリー・フォードでラッパハノック川を渉り行われた。ビュフォード隊が攻撃している間に、グレッグは第2および第3師団を率いてケリー・フォードで川を渉り、スチュアートの作戦本部があったフリートウッドヒルで南軍の側面と後方を攻撃した。戦いは激しくサーベルを振り回して白兵線になった。南軍はなんとかグレッグ隊を撃退できた。この戦闘全体は引分となったが、スチュワートを驚かせて恥をかかせ、命令の残りの部分であったリーのメリーランド州とペンシルベニア州に侵入しようという意図に関する貴重な情報をもたらすことになった。
ゲティスバーグ方面作戦の中頃、プレソントンはその軍団を再編し、グレッグは第2師団長になった。グレッグはこの師団を率いてアルディーの戦い、ミドルバーグの戦い、およびアッパービルの戦いと騎兵戦を行った。その僚友で新しく昇格した師団長ジョン・ビュフォード少将が1863年7月1日にゲティスバーグの戦いを起こした頃、グレッグはまだ北に動いていた。その師団は7月2日の昼頃に戦場に到着し、北軍の右側面と後方を守る配置に就いた。7月3日、始まったばかりの北軍中央へのピケットの突撃に付けこむことを期待して、スチュアートが北軍右側面への大規模な襲撃を起こし、北軍の輜重隊や通信線を襲った。ゲティスバーグの3マイル (5 km) 東、現在「東騎兵戦場」と呼ばれる所で、スチュアート隊がグレッグの師団および第3師団のジョージ・アームストロング・カスター旅団と衝突した。白兵戦を含み長い騎兵戦が続いた。両軍共にその勝利を主張したが、スチュアートは北軍後方の目標に向かう動きを遮られた。
1863年10月、リーはバージニア州ウォーレントン近くで北軍の側面を衝こうとした。グレッグ師団はガバヌーア・ウォーレン少将の第2軍団が到着してリー軍の動きを遮るまでその前進を遅らせた。グレッグはこの戦闘の後でジョージ・ミードの戦闘後報告書で良く言われていなかったので、その記録を正すために調査委員会を要求した。
グレッグは1864年1月からポトマック軍の騎兵軍団を指揮したが、8月まで適切な階級である少将に昇格できなかった。オーバーランド方面作戦では、ユリシーズ・グラント軍の全騎兵隊をフィリップ・シェリダンが指揮した。この方面作戦の間で最も重要なグレッグ騎兵隊の用い方は、戦闘と戦闘の間で南へ動く北軍を遮蔽することだったが、重要な襲撃が遂行されてイェロータバンの戦いで頂点に達した。この戦闘ではスチュアートが致命傷を負い、南軍にとって痛手となった。ホーズショップの戦いではグレッグの師団も激しく交戦し、ハノーバータウンの西でウェイド・ハンプトンの騎兵と戦った。ハンブトンの部隊が数の上で優勢だったが、グレッグの騎兵はスペンサー連発ライフル銃を持っていた。最後はカスターの旅団が険しい地形を抜けて攻撃し、ハンプトン隊をその陣地から追い出した。
トレビリアン・ステーションの戦いが頂点となる襲撃を終わらせたシェリダンの騎兵隊はバミューダ・ハンドレッド方向に撤退した。グレッグの師団がその撤退をカバーし、特にセントメアリー教会の戦いを行った。グレッグ師団はウェイド・ハンプトンが指揮する攻撃に耐えたが、ペノック・ヒューイ大佐を含む数人が捕虜になった。
グレッグがピーターズバーグ近くに残る騎兵師団を指揮する間、シェリダンは1864年のバレー方面作戦でジュバル・アーリー軍と対戦した。グレッグは騎兵指揮官としての役割に応じ、ピーターズバーグ包囲戦の間様々な北軍の動きを遮蔽した。グレッグ師団は特に第二次ディープボトムの戦い、第二次リーム駅の戦いおよびピーブル農園の戦いを戦った。

## その後の生活
グレッグは1865年1月25日付けの次の手紙で除隊した。
グレッグが終戦前に退役した本当の理由は歴史に埋没した。アポマトックス方面作戦での興奮させる騎兵戦には参加しなかった。グレッグは妻の故郷であるペンシルベニア州レディングに落ち着いた。デラウェア州ミルフォードの近くで農園を営んだが、その生活は退屈であり、明らかに軍を離れたことを後悔した。1868年、再就役を申請したが、望んでいた騎兵指揮官の職は従兄弟であるジョン・アービン・グレッグに渡り、不幸な文民生活に留まった。1874年、グラント大統領からオーストリア＝ハンガリー帝国のプラハ駐在アメリカ領事に指名されたが、妻がホームシックに罹ったために間もなく帰国した。
グレッグは州と地元の事情に関わり、国家的聖地としてバレーフォージを保存する資金を集めた。ゲティスバーグの戦場跡を何度も訪れ、行事があるときは演説した。1891年、政界活動を行い1期だけペンシルベニア州の会計検査院長官に選ばれた。
グレッグは州内の南北戦争生き残りとしては最長老の一人としてレディングで死に、そこのチャールズ・エバンス墓地に埋葬されている。レディングでは青銅の騎馬像で記念されており、アメリカン・リージョンのポストとしてその栄誉を称えて「グレッグ・ポスト」がある。